# TNA Knockout Music
TNA Knockout Music LLC era un sello discográfico estadounidense operado por Total Nonstop Action Wrestling (TNA), principalmente como una plataforma para lanzar los temas de entrada de las personalidades de la lucha libre de la promoción. Se formó en septiembre de 2006, aproximadamente cuatro años después de la formación de la promoción TNA en mayo de 2002. Después de un período de reestructuración, TNA Knockout Music dejó de comercializarse legalmente en agosto de 2016 y, en cambio, la promoción lanzaría su música de forma independiente a través del distribuidor TuneCore . 
Antes de la formación del sello discográfico, Dale Oliver ya era el compositor musical principal y director de producción de audio oficial de TNA. Además de Oliver, Serg Salinas, esposo de la ex propietaria de TNA Dixie Carter, también actuó junto a Oliver en algunas pistas seleccionadas. Montgomery Gentry y Jeff Hardy también han producido canciones junto a Oliver y Salinas, en particular Bobby Roode, James Storm, Matt Hardy, Jeff Hardy y The Latin American Xchange .

## Historia
En mayo de 2002, Jeff y Jerry Jarrett fundaron la federación de lucha libre profesional Total Nonstop Action Wrestling (TNA). Dale Oliver fue contratado el mismo año del inicio de TNA para ser su compositor musical principal y director de producción de audio. El trabajo de Dale con la compañía consiste principalmente en escribir y producir temas musicales para las diversas personalidades de la lucha libre de la compañía, programación y eventos en vivo. 
En 2006, TNA Knockout Music LLC. se presentó el 21 de septiembre para servir como sello discográfico de TNA Entertainment LLC, la empresa matriz de TNA Wrestling . 
El 6 de agosto de 2016, TNA Knockout Music LLC, junto con TNA Entertainment LLC. , ambos colapsaron cuando la compañía comenzó a cotizar como Impact Ventures LLC. , luego de una reestructuración en la que Billy Corgan se convirtió en presidente y la ex presidenta de TNA, Dixie Carter, se convirtió en presidenta.  
Tras el colapso de TNA Knockout Music, TNA continuaría lanzando música de forma independiente como Impact Wrestling Music a través de TuneCore .
A principios de 2017, Anthem Sports & Entertainment cambió el nombre de TNA Wrestling/Impact Ventures a Impact Wrestling/Anthem Wrestling Exhibitions, quien compró la empresa tras la licencia de Corgan.

## Lanzamientos de álbumes

### Álbumes compilatorios
| Album                                                | Lista de canciones | Fecha de lanzamiento     | Datos        |
| ---------------------------------------------------- | ------------------ | ------------------------ | ------------ |
| 3rd Degree Burns: The Music of TNA Wrestling, Vol. I | 22                 | 21 de noviembre de 2006  | CD / Digital |
| Meltdown: The Music of TNA Wrestling Volume 2        | 20                 | 20 de noviembre de 2007  | CD / Digital |
| Emergence: The Music of TNA Wrestling                | 14                 | 12 de noviembre de 2009  | CD / Digital |
| Q4                                                   | 8                  | 21 de noviembre de 2012  | Digital      |
| Black                                                | 6                  | 27 de diciembre de 2012  | Digital      |
| Delirium                                             | 7                  | 3 de mayo de 2013        | Digital      |
| Taryn Terrell's Hot Mess                             | 4                  | 29 de mayo de 2013       | Digital      |
| Deliver                                              | 8                  | 18 de noviembre de 2013  | Digital      |
| Evolution XIV                                        | 8                  | 24 de abril de 2014      | Digital      |
| TOI                                                  | 15                 | 22 de septiembre de 2014 | Digital      |
| Rawk On!                                             | 10                 | 13 de febrero de 2015    | Digital      |
| POP (Past or Present)                                | 11                 | 25 de diciembre de 2015  | Digital      |

### Sencillos y álbumes solistas de luchadores
| Álbum                                 | Lista de canciones | Fecha de lanzamiento   | Datos        |
| ------------------------------------- | ------------------ | ---------------------- | ------------ |
| Take a Fall (Beer Money)              | 1                  | 2009                   | CD           |
| Hard Justice Package (F.I.L.T.H.E.E.) | 3                  | 6 de agosto de 2009    | CD           |
| Similar Creatures (Jeff Hardy)        | 9                  | 7 de diciembre de 2012 | CD / Digital |
| Plurality Of Worlds                   | 10                 | 2013                   | CD / Digital |

## Lanzamientos individuales
| Fecha de lanzamiento     | Canción                               | Artista                                    | Luchador              | Duración |
| ------------------------ | ------------------------------------- | ------------------------------------------ | --------------------- | -------- |
| 17 de mayo de 2010       | "Change Me"                           | Phather, Sun and the Holy Ghost            | TNA Impact            | 03:08    |
| 17 de mayo de 2010       | "Running with the Bulls"              | Dale Oliver                                | Eric Bischoff         | 01:23    |
| 25 de mayo de 2010       | "Menacing"                            | Dale Oliver                                | Desmond Wolfe         | 02:14    |
| 25 de mayo de 2010       | "Tattooed Attitude"                   | Dale Oliver                                | Ink Inc.              | 02:28    |
| 25 de mayo de 2010       | "Feedback"                            | Dale Oliver                                | Ken Anderson          | 01:52    |
| 25 de mayo de 2010       | "Lethal X"                            | Dale Oliver                                | Jay Lethal            | 02:24    |
| 26 de mayo de 2010       | "The Man in Me"                       | Dale Oliver y Serg Salinas                 | Dixie Carter          | 02:54    |
| 17 de diciembre de 2010  | "Hardcore Country"                    | Mickie James                               | Mickie James          | 03:11    |
| 14 de marzo de 2011      | "Generation Me"                       | Dale Oliver                                | Generation Me         | 02:02    |
| 14 de marzo de 2011      | "Jay Lethal"                          | Dale Oliver                                | Jay Lethal            | 02:24    |
| 14 de marzo de 2011      | "Modest"                              | Peroxwhy?gen                               | Jeff Hardy            | 03:12    |
| 14 de marzo de 2011      | "Rogue and Cold Blooded"              | Dale Oliver                                | Matt Hardy            | 03:42    |
| 14 de marzo de 2011      | "Hands of the Wicked"                 | Dale Oliver                                | Winter                | 04:09    |
| 21 de marzo de 2011      | "Another Me"                          | Jeff Hardy                                 | Jeff Hardy            | 03:41    |
| 12 de mayo de 2011       | "Fortune 4"                           | Dale Oliver y Serg Salinas                 | Fortune               | 02:11    |
| 12 de mayo de 2011       | "Immortals"                           | Dale Oliver                                | Immortal              | 02:12    |
| 9 de junio de 2011       | "Not a Stranger to Danger"            | Dale Oliver y Charlie Sheets               | Crimson               | 02:50    |
| 9 de junio de 2011       | "Killa Queen"                         | Dale Oliver, Serg Salinas y Charlie Sheets | Madison Rayne         | 03:14    |
| 15 de septiembre de 2011 | "Sinister Rise Above"                 | Dale Oliver y Serg Salinas                 | TNA Impact            | 01:56    |
| 15 de septiembre de 2011 | "Sinister Rise Above" (Instrumental)  | Dale Oliver                                | TNA Impact            | 01:51    |
| 15 de septiembre de 2011 | "The Beaten Path"                     | Dale Oliver                                | Bully Ray             | 02:42    |
| 15 de septiembre de 2011 | "Raging of the Region"                | Dale Oliver                                | Austin Aries          | 01:40    |
| 15 de septiembre de 2011 | "Blackhole"                           | Dale Oliver                                | Abyss                 | 03:01    |
| 1 de noviembre de 2011   | "Resurrected"                         | Jeff Hardy                                 | Jeff Hardy            | 02:40    |
| 9 de noviembre de 2011   | "Longnecks & Rednecks"                | Dale Oliver y Serg Salinas                 | James Storm           | 03:10    |
| 9 de noviembre de 2011   | "Off the Chain"                       | Dale Oliver y Serg Salinas                 | Robert Roode          | 02:46    |
| 9 de diciembre de 2011   | "I Tease, U Touch"                    | Dale Oliver y Serg Salinas                 | Miss Tessmacher       | 03:02    |
| 24 de febrero de 2012    | "Big Rob"                             | Dale Oliver                                | Rob Terry             | 02:41    |
| 24 de febrero de 2012    | "Devon"                               | Dale Oliver                                | Devon                 | 02:07    |
| 24 de febrero de 2012    | "Get Your Fist Pumpin' in the Air"    | Dale Oliver                                | Robbie E              | 02:08    |
| 24 de febrero de 2012    | "I Am, I Am" ('11 Remix)              | Dale Oliver                                | A.J. Styles           | 03:15    |
| 24 de febrero de 2012    | "Order of Chaos"                      | Dale Oliver                                | Kid Kash              | 02:21    |
| 24 de febrero de 2012    | "The Way of the Ring"                 | Dale Oliver                                | Matt Morgan & Crimson | 03:06    |
| 24 de febrero de 2012    | "Puppets on a String"                 | Dale Oliver y Serg Salinas                 | Gail Kim              | 02:10    |
| 24 de febrero de 2012    | "Vintage"                             | Dale Oliver                                | Eric Young            | 02:21    |
| 27 de febrero de 2012    | "Wings of a Fallen Angel" ('11 Remix) | Dale Oliver                                | Christopher Daniels   | 02:53    |
| 27 de febrero de 2012    | "Stand Up"                            | F.I.L.T.H.E.E.                             | Mexican America       | 02:01    |
| 14 de octubre de 2012    | "Similar Creatures"                   | Jeff Hardy                                 | Jeff Hardy            | 03:26    |
| 15 de noviembre de 2012  | "Off the Chain" (Instrumental)        | Dale Oliver y Serg Salinas                 | Robert Roode          | 02:07    |
| 19 de noviembre de 2012  | "Killa Queen" (Instrumental)          | Dale Oliver y Serg Salinas                 | Madison Rayne         | 02:38    |
| 19 de noviembre de 2012  | "Puppets on a String" (With Lyrics)   | Dale Oliver y Serg Salinas                 | Gail Kim              | 03:05    |
| 28 de marzo de 2013      | "Dead Man's Hand"                     | Dale Oliver y Serg Salinas                 | Aces and Eights       | 03:24    |
| 20 de junio de 2015      | "The Ghost in Us"                     | Dale Oliver y Serg Salinas                 | The Rising            | 03:14    |
| 21 de agosto de 2015     | "Heel for Your Face"                  | Dale Oliver                                | The Dollhouse         | 02:11    |
| 21 de agosto de 2015     | "Heel for Your Face (More Fun)"       | Dale Oliver                                | The Dollhouse         | 02:11    |